# S̄amartū
S̄amartū (persiska: ثمرتو, ثَمَرتو) är en ort i Iran.   Den ligger i provinsen Västazarbaijan, i den nordvästra delen av landet, 600 km väster om huvudstaden Teheran. S̄amartū ligger 1 313 meter över havet och antalet invånare är 372.
Terrängen runt S̄amartū är kuperad åt sydväst, men åt nordost är den platt.Runt S̄amartū är det ganska tätbefolkat, med 129 invånare per kvadratkilometer. Närmaste större samhälle är Dīzaj-e Dowl, 1,8 km öster om S̄amartū. Trakten runt S̄amartū består i huvudsak av gräsmarker.